# Provia argentata
Provia argentata là một loài bướm đêm trong họ Noctuidae.